# 土屋四郎
土屋 四郎（つちや しろう、1896年 - 1981年7月25日）は、日本の法学者。専門は民法学・著作権法。特に権利濫用論を研究。北海道帝国大学農学部教授・帯広畜産大学教授を経て、帯広畜産大学名誉教授。元札幌短期大学学長。北海道における法学教育草創期を支えた一人。

## 来歴
- 1921年（大正10年） - 東京帝国大学法学部法律学科卒業。同年、同法学部助手
- 1923年（大正12年） - 北海道帝国大学農学部講師
- 1924年（大正13年） - 同農学部助教授
- 1930年（昭和5年） - ドイツ・フランスに留学（~1932年（昭和7年））
- 1940年（昭和15年） - 北海道帝国大学農学部教授
- 1941年（昭和16年） - 帯広高等獣医学校教授
- 1949年（昭和24年） - 帯広畜産大学酪農学科教授
- 1953年（昭和28年） - 帯広畜産大学評議員。その後、帯広畜産大学学長代理に就任。
- 1958年（昭和33年） - 帯広畜産大学定年退官。札幌短期大学第4代学長に就任
- 1959年（昭和34年） - 成徳専門学校（現せいとく介護こども福祉専門学校）学校長
- 1963年（昭和38年） - 成徳専門学校学校長退任
- 1964年（昭和39年） - 同学長退任。札幌短期大学商学科教授
- 1965年（昭和40年） - 札幌短期大学退職。
- 1966年（昭和41年） - 帯広大谷短期大学生活科学科教授
- 1968年（昭和43年） - 札幌香蘭女子短期大学英文科教授（図書館長兼任）
- 1973年（昭和48年） - 札幌香蘭女子短期大学廃校に伴い退職。旭川大学経済学部教授[2]
- 1979年（昭和54年） - 旭川大学退職[3]

この他、札幌文科専門学院（後の札幌短期大学）や北海学院などの民法・商法の非常勤講師も務める。
- 1981年（昭和56年）7月25日 - 死去。享年86。墓所は東京新宿区改代町の田中寺。戒名は髙俊院殿大圓正英大居士。

## 受賞歴
- 勲五等瑞宝章（1940年）
- 従四位（1944年）
- 勲三等瑞宝章（1979年）

## 著書
- 『土地改良法解説』(国際農政研究社, 1949年)
- 『農業委員會の運営』(農民教育協会, 1951年)